# Salzweg
Salzweg település Németországban, azon belül Bajorországban. Lakosainak száma 6789 fő (2023. december 31.). Salzweg Thyrnau, Büchlberg, Hutthurm, Ruderting, Tiefenbach és Passau községekkel határos.

## Népesség
A település népessége az elmúlt években az alábbi módon változott:
| Lakosok száma | 3244 | 3844 | 6509 | 6456 | 6666 | 6813 | 6809 | 6897 | 6793 | 6789 |
|               | 1970 | 1975 | 2011 | 2012 | 2014 | 2015 | 2017 | 2019 | 2022 | 2023 |